# Làurion
Làurion (en grec antic Λαὐρειον i també Λαύριον, en llatí Laurium) eren unes muntanyes que s'aixecaven a l'Àtica, al sud de la regió, una mica al nord del cap Súnion, que tenien mines de plata. Eren més aviat turons no gaire alts, coberts de matolls. El nom fa referència probablement als arbres que es van haver de tallar per aconseguir el mineral, ja que Λαύρα ("laúra") en grec significa carreró, passadís, és a dir una mina que es va explotar obrint vies per a extreure'n la plata.
Queden gran quantitat de restes de les mines i de les fortificacions que les defensaven, i també de la ciutat de Làurion, que era probablement el lloc on habitaven els miners i les seves famílies. Es dubta de si realment hi va haver una ciutat o les edificacions eren només magatzems i espais per processar el mineral, però tant Suides com Foci parlen de Làurion com un lloc (τόπος), que sembla que significa alguna cosa més que una muntanya. El nom s'ha conservat en la paraula corrompuda Legrana o Alegraná, llogaret al costat del monestir de Mendeli.
Les mines de plata, segons Xenofont, s'explotaven des de l'antiguitat i es processaven a la ciutat de Thorikos. La possessió d'un gran subministrament de plata va ser una de les causes de la prosperitat d'Atenes. Les mines eren propietat de l'estat que les cedia o arrendava per un temps limitat a companyies o particulars, i cobrava un 24% del producte. Poc abans de les Guerres mèdiques hi havia gran quantitat de diners a les arques d'Atenes, producte de les mines, i Temístocles va convèncer els atenencs d'utilitzar-los per a construir trirrems, cosa que va fer augmentar la flota fins a tres-centes naus, i obtenir el gran poder naval que va permetre de guanyar la batalla de Salamina, segons diuen Heròdot i Plutarc.
En temps de Xenofont les mines ja no produïen tant com en èpoques anteriors, i a l'època de Filip II de Macedònia hi va haver problemes entre els arrendataris i l'estat per la seva poca rendibilitat. Les mines es van exhaurir al segle i, i durant un temps es van fondre les escòries per segona vegada, segons Estrabó. Quan Pausànies va visitar el lloc un segle després, va dir que en aquell lloc hi havia hagut unes importants mines de plata.